# روي ووكر (لاعب كرة قدم)
روي ووكر (بالإنجليزية: Roy Walker)‏ هو مدرب كرة قدم ولاعب كرة قدم بريطاني، ولد في 1957 في بلفاست في المملكة المتحدة. لعب مع أردز وبورتاداون وغلينافون ونادي كروسيدرز ونادي لوتون تاون.